# إطلاق سراح الحياة

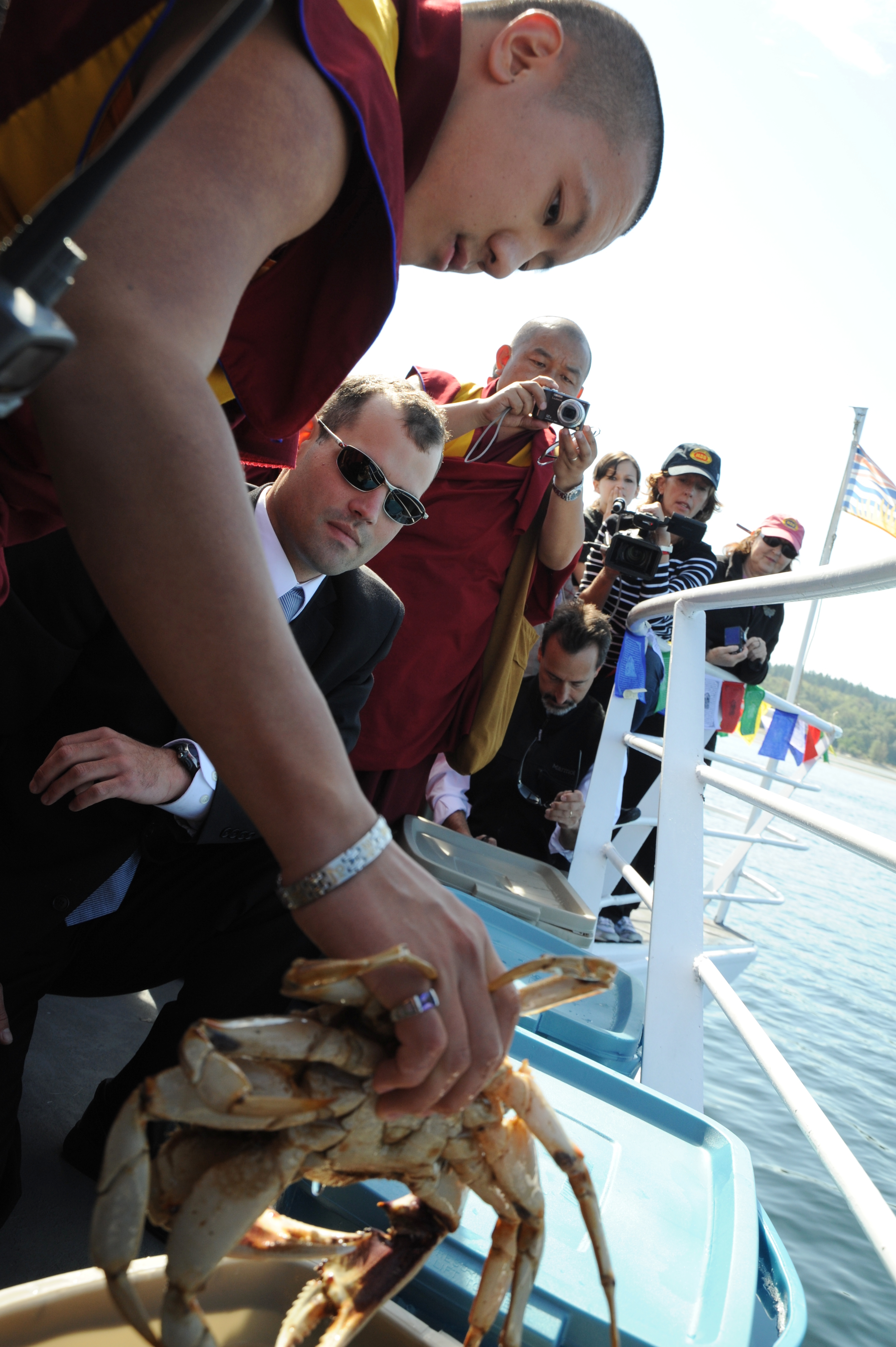
كاهن بوذي يبارك سرطان كندي قبل إطلاق سراحه.

إطلاق سراح الحياة (بالصينية: 放生為)) هي ممارسة بوذية تقليدية لإنقاذ حياة كائنات كان مصيرها الذبح. هذا التقليد تقوم به كل المذاهب البوذية: تيرافادا وماهايانا وفاجرايانا. وتـُعرف باسم «تسـِثار» في البوذية التبتية. وهي ممارسة تحض على التراحم والرفق.
وبينما هذه الممارسة لإطلاق سراح حياة قد تحتاج طبيعياً أن تكون عفوية لكي تنجح في إنقاذ حياة مهددة، إلا أن النـَسـَك يمكن أن يكون مخطـَطاً له. التخطيط كثيراً ما يتضمن شراء حيوان مباشرة من مذبح أو من صياد؛ وكثيراً ما يحدث هذا في الأيام الميمونة في التقويم البوذي لكي يتضاعف فضل العمل الطيب آلاف الأضعاف. فنرى بعض الأشخاص يقومون بها مرتين كل شهر. وتـُبارَك الحيوانات قبل إعادتها بسلام إلى بيئتها الطبيعية أثناء تلاوة الأدعية وإهداء ثوابها إلى شخص مريض أو متوفي، مع الاعتقاد أن ذلك الشخص سيناله ثواب ذلك العمل الطيب.
وبالإضافة لذلك، فإن بعض الحيوانات يُمسك بها بغرض إعادة إطلاق سراحها، أو يُطلق سراحها في بيئات أفضل من بيئاتها السابقة.